# Литературный музей-библиотека Ахмеда Хамди Танпынара
Литературный музей-библиотека Ахмеда Хамди Танпынара (тур. Ahmet Hamdi Tanpınar Edebiyat Müze Kütüphanesi) — литературный музей и архив, названный в честь турецкого писателя Ахмеда Хамди Танпынара (1901—1962). Музей расположен в Стамбуле, он был создан министерством культуры Турции, открытие состоялось 12 ноября 2011 года.

## История
Музей расположен в построенном в 19 веке историческом здании «Alay Köşkü» возле парка Гюльхане, входящего в комплекс зданий дворца Топкапы. В этом здании раньше принимали парады янычар османские султаны. С 1910-х годов использовалось ассоциацией изящных искусств. С 1928 года до конца 1940-х годов здание использовалось для встреч членами ассоциации турецкого языка и литературы.
На цокольном этаже две комнаты и вестибюль. На первом этаже расположены бывший тронный зал, два зала и три комнаты. Цокольный этаж преобразован в кафетерий и известен как «кафе писателей», там находится выставка книг, которые получали награды в области литературы. На самом верхнем этаже расположены около 50 уголков, посвящённых турецким писателям, родившимся в Стамбуле, также там выставлены бюсты некоторых из них. Среди этих писателей, помимо Ахмеда Танпынара, Яхья Кемаль Беятлы, Назым Хикмет, Неджип Кысакюрек, Азиз Несин, Орхан Памук, Айше Кулин, Зюльфю Ливанели и Доган Хызлан. Также музей-библиотека является местом для дискуссий турецких писателей и поэтов, там проводятся награждения премиями в области литературы. Библиотека при музее включает в себя около восьми тысяч книг, включая около тысячи книг о Стамбуле и выпуски около 100 различных периодических изданий о литературе и других областях искусства. Также в музее периодически проводятся выставки искусства.
Согласно заявлению министра культуры Турции Эртугрула Гюная, данный музей является одним из сети семи литературных музеев-библиотек, расположенных в семи регионах Турции. Шесть остальных — литературный музей-библиотека Мехмета Акифа Эрсоя в Анкаре, литературный музей-библиотека Ахмеда Арифа в Диярбакыре, литературный музей-библиотека Караджаоглана в Адане, литературный музей-библиотека Эрзурумлу Эмраха в Эрзуруме, литературный музей-библиотека Аттилы Ильхана в Измире и литературный музей-библиотека Бедри Рахми Эюбоглу в Трабзоне.